# Plasa Fântâna Zânelor, județul Ismail
Plasa Fântâna Zânelor din județul Ismail din România interbelică avea, în anul 1930, 16 localități:

## Localitățile plășii
1. Broasca
2. Câșlița-Dunăre
3. Ceamașir
4. Doluchioi
5. Fântâna-Zânelor
6. Hagi-Curda
7. Hasan-Aspaga
8. Lărgeanca
9. Matroasca-Cuhurlui
10. Muravleanca
11. Necrasovca-Nouă
12. Necrasovca-Veche
13. Pocrovca-Nouă
14. Sofian-Trubaiovca
15. Șichirlichitai
16. Traianu-Vechiu